# Robert Forte
Robert Forte (Verdun, 2 gennaio 1935) è un ex calciatore francese, di ruolo portiere.

## Carriera
Nato in Francia ma cresciuto nel Portogruaro, ha giocato in Serie A con il Palermo — primo calciatore francese nella storia della società rosanero — nella stagione 1956-1957, per passare poi alla SPAL nell'annata 1959-1960, senza essere tuttavia utilizzato in quanto chiuso da Natale Nobili e Lidio Maietti. Nel 1960 si accasa in Serie C al Perugia, dove rimane per due stagioni.